# Remban
Remban is een bestuurslaag in het regentschap Musi Rawas van de provincie Zuid-Sumatra, Indonesië. Remban telt 3308 inwoners (volkstelling 2010).